# Államok vezetőinek listája 2015-ben
Ezen az oldalon a 2015-ben fennálló államok vezetőinek névsora olvasható földrészek, majd országok szerinti bontásban.

## Európa
| Ország                                             | Államfő | Kormányfő |
| -------------------------------------------------- | --- | --- |
| Albánia · köztársaság                              | Bujar Nishani (2012–2017), lista | Edi Rama (2013–), lista |
| Andorra · parlamentáris társhercegség              | François Hollande (2012–2017), lista Joan-Enric Vives i Sicília (2003–), lista Társhercegek listája | Antoni Martí Petit (2011–2019), lista |
| Ausztria · szövetségi köztársaság                  | Heinz Fischer (2004–2016), lista | Werner Faymann (2008–2016), lista |
| Azerbajdzsán · köztársaság                         | İlham Əliyev (2003–), lista · * Hegyi-Karabah Köztársaság · Bako Szahakjan (2007–2020), lista · * Nahicseván · Vaszif Talibov (1995–2022), lista | Artur Rasizade (2003–2018), lista · * Hegyi-Karabah Köztársaság · Arajik Harutjunjan (2007–2018), lista · * Nahicseván · Alovszat Bahsiev (2000–2020), lista |
| Belgium · parlamentáris monarchia                  | Fülöp király (2013–) | Charles Michel (2014–2020), lista |
| Bosznia-Hercegovina · szövetségi köztársaság       | A háromtagú Elnökség elnöke * Bosznia-hercegovinai Föderáció Zivko Budimir (2011–2015) Marinko Cavara (2015–2023), lista * Bosznia-hercegovinai Szerb Köztársaság Milorad Dodik (2010–2018), lista * Nemzetközi főképviselő Valentin Inzko (2009–2021) | Vjekoslav Bevanda (2012–2015) Denis Zvizdić (2015–2019), lista * Bosznia-hercegovinai Föderáció Nermin Niksić (2011–2015) Fadil Novalić (2015–2023), lista * Bosznia-hercegovinai Szerb Köztársaság Zeljka Cvijanović (2013–2018), lista |
| Bulgária · köztársaság                             | Roszen Plevneliev (2012–2017), lista | Bojko Boriszov (2014–2021), lista |
| Ciprus · köztársaság                               | Níkosz Anasztasziádisz (2013–2023), lista · * Észak-Ciprus · Dervis Eroglu (2010–2015) · Mustafa Akıncı (2015–2020), elnök | elnök tölti be a kormányfői pozíciót is · * Észak-Ciprus · Özkan Yorgancioglu (2013–2015) · Ömer Kalyoncu (2015–2016), miniszterelnök |
| Csehország · köztársaság                           | Miloš Zeman (2013–2023), lista | Bohuslav Sobotka (2014–2017), lista |
| Dánia · parlamentáris monarchia                    | II. Margit királynő (1972–2024) | Helle Thorning-Schmidt (2011–2015) · Lars Løkke Rasmussen (2015–2019), lista · * Feröer · Kaj Leo Johannesen (2008–2015) · Aksel V. Johannesen (2015–2019), lista · * Grönland · Kim Kielsen (2014–2021), lista |
| Egyesült Királyság · parlamentáris monarchia       | II. Erzsébet királynő (1952–2022) | David Cameron (2010–2016), lista · * Észak-Írország · Peter Robinson (2008–2015) · Arlene Foster (2015), ügyvivő · Peter Robinson (2015–2016), első miniszter · * Skócia · Nicola Sturgeon (2014–2023), első miniszter · * Wales · Carwyn Jones (2009–2018), első miniszter · * Gibraltár külbirtok · Sir James Dutton (2013–2015) · Alison MacMillan (2015–2016), ügyvivő, kormányzó · Fabian Picardo (2011–), főminiszter |
| Észtország · köztársaság                           | Toomas Hendrik Ilves (2006–2016), lista | Taavi Rõivas (2014–2016), lista |
| Fehéroroszország · köztársaság                     | Aljakszandr Lukasenka (1994–), lista | Andrej Uladzimiravics Kabjakov (2014–2018), lista |
| Finnország · köztársaság                           | Sauli Niinistö (2012–2024), lista | Alexander Stubb (2014–2015) · Juha Sipilä (2015–2019), lista · * Åland · Camilla Gunell (2011–2015) · Katrin Sjögren (2015–2019), lista |
| Franciaország · köztársaság                        | François Hollande (2012–2017), lista | Manuel Valls (2014–2016), lista |
| Görögország · köztársaság                          | Karolosz Papuliasz (2005–2015) Prokópisz Pavlópulosz (2015–2020), lista * Athosz-hegyi Köztársaság autonóm vallási terület I. Bartolomeosz (1991–), Konstantinápoly ökumenikus pátriárkája                                                             | Andónisz Szamarász (2012–2015) Aléxisz Cíprasz (2015) Vaszilikí Thánu-Hrisztofílu (2015) Aléxisz Cíprasz (2015–2019), lista |
| Grúzia · köztársaság                               | Giorgi Margvelasvili (2013–2018), lista · * Abházia · Raul Khadzsimba (2014–2020), lista · * Dél-Oszétia · Leonyid Tibilov (2012–2017), lista | Irakli Garibasvili (2013–2015) · Giorgi Kvirikasvili (2015–2018), lista · * Abházia · Beszlan Butba (2014–2015) · Artur Mikvabia (2015–2016), lista · * Dél-Oszétia · Domentyij Kulumbegov (2014–2021), lista |
| Hollandia · parlamentáris monarchia                | Vilmos Sándor király (2013–) | Mark Rutte (2010–2024), lista |
| Horvátország · köztársaság                         | Ivo Josipović (2010–2015) Kolinda Grabar-Kitarović (2015–2020), lista | Zoran Milanović (2011–2016), lista |
| Izland · köztársaság                               | Ólafur Ragnar Grímsson (1996–2016), lista | Sigmundur Davíð Gunnlaugsson (2013–2016), lista |
| Írország · köztársaság                             | Michael D. Higgins (2011–), lista | Enda Kenny (2011–2017), lista |
| Koszovó · köztársaság · nemzetközi igazgatás alatt | Atifete Jahjaga (2011–2016), lista * ENSZ-megbízott Farid Zarif (2011–2015) Zahir Tanin (2015–2021) | Isa Mustafa (2014–2017), lista |
| Lengyelország · köztársaság                        | Bronisław Komorowski (2010–2015) Andrzej Duda (2015–), lista | Ewa Kopacz (2014–2015) Beata Szydło (2015–2017), lista |
| Lettország · köztársaság                           | Andris Berzins (2011–2015) Raimonds Vējonis (2015–2019), lista | Laimdota Straujuma (2014–2015), lista |
| Liechtenstein · alkotmányos monarchia              | II. János Ádám herceg (1989–) Alajos herceg régens, (2004–) | Adrian Hasler (2013–2021), lista |
| Litvánia · köztársaság                             | Dalia Grybauskaitė (2009–2019), lista | Algirdas Butkevicius (2012–2016), lista |
| Luxemburg · parlamentáris monarchia                | Henrik nagyherceg (2000–) | Xavier Bettel (2013–2023), lista |
| Észak-Macedónia · köztársaság                      | Gjorge Ivanov (2009–2019), lista | Nikola Gruevszki (2006–2016), lista |
| Magyarország · köztársaság                         | Áder János (2012–2022), lista | Orbán Viktor (2010–), lista |
| Málta · köztársaság                                | Marie Louise Coleiro Preca (2014–2019), lista | Joseph Muscat (2013–2020), lista |
| Moldova · köztársaság                              | Nicolae Timofti (2012–2016), lista · * Dnyeszter Menti Köztársaság · Jevgenyij Sevcsuk (2011–2016) · * Găgăuzia · Mihail Formuzal (2006–2015) · Irina Vlah (2015–2023), lista                                                                          | Iurie Leancă (2013–2015) · Chiril Gaburici (2015) · Natalia Gherman (2015), ügyvivő · Valeriu Strelet (2015) · Gheorghe Brega (2015), ügyvivő · Ion Sturza (2015–2016), lista · * Dnyeszter Menti Köztársaság · Tatyjana Turanszkaja (2013–2015) · Maia Parnas (2015), ügyvivő · Pavel Prokudin (2015–2016), kombinált lista                                                                                                |
| Monaco · alkotmányos monarchia                     | II. Albert herceg (2005–) | Michel Roger (2010–2016), lista |
| Montenegró · köztársaság                           | Filip Vujanović (2003–2018), lista | Milo Djukanović (2012–2016), lista |
| Németország · szövetségi köztársaság               | Joachim Gauck (2012–2017), lista | Angela Merkel (2005–2021), lista |
| Norvégia · parlamentáris monarchia                 | V. Harald király (1991–) | Erna Solberg (2013–2021), lista |
| Olaszország · köztársaság                          | Giorgio Napolitano (2006–2015) Pietro Grasso (2015), ügyvivő Sergio Mattarella (2015–), lista | Matteo Renzi (2014–2016), lista |
| Oroszország · szövetségi köztársaság               | Vlagyimir Putyin (2012–), lista | Dmitrij Medvegyev (2012–2020), lista |
| Örményország · köztársaság                         | Szerzs Szargszján (2008–2018), lista | Hovik Abrahamján (2014–2016), lista |
| Portugália · köztársaság                           | Aníbal Cavaco Silva (2006–2016), lista | Pedro Passos Coelho (2011–2015) António Costa (2015–2024), lista |
| Románia · köztársaság                              | Klaus Johannis (2014–2025), lista | Victor Ponta (2012–2015) Dacian Cioloș (2015–2017), lista |
| San Marino · köztársaság                           | Gianfranco Terenzi és Guerrino Zanotti (2014–2015) Andrea Belluzzi és Roberto Venturini (2015) Lorella Stefanelli és Nicola Renzi (2015–2016), régenskapitányok                                                                                        | a két régenskapitány egyben kormányfő is |
| Spanyolország · parlamentáris monarchia            | VI. Fülöp király (2014–) | Mariano Rajoy (2011–2018), lista |
| Svájc · konföderáció                               | Szövetségi Tanács * Doris Leuthard (2006–2018) * Eveline Widmer-Schlumpf (2008–2015) * Ueli Maurer (2009–2022) * Didier Burkhalter (2009–2017) * Johann Schneider-Ammann (2010–2018) * Simonetta Sommaruga (2010–2022), elnök * Alain Berset (2012–)   | A Szövetségi Tanács látja el a kormányzati feladatokat is |
| Svédország · parlamentáris monarchia               | XVI. Károly Gusztáv király (1973–) | Stefan Löfven (2014–2021), lista |
| Szerbia · köztársaság                              | Tomislav Nikolić (2012–2017), lista | Aleksandar Vučić (2014–2017), lista |
| Szlovákia · köztársaság                            | Andrej Kiska (2014–2019), lista | Robert Fico (2012–2018), lista |
| Szlovénia · köztársaság                            | Borut Pahor (2012–2022), lista | Miro Cerar (2014–2018), lista |
| Ukrajna · köztársaság                              | Petro Porosenko (2014–2019), lista | Arszenyij Jacenyuk (2014–2016), lista |
| Vatikán · teokratikus monarchia                    | Ferenc pápa (2013–2025), lista | Pietro Parolin (2013–), lista |

## Afrika
| Ország                                        | Államfő | Kormányfő                                                                                             |
| --------------------------------------------- | --- | --- |
| Algéria · köztársaság                         | Abd el-Azíz Buteflíka (1999–2019), lista | Júszef Júszfí (2014–2017), lista                                                                      |
| Angola · köztársaság                          | José Eduardo dos Santos (1979–2017), lista | Fernando da Piedade Dias dos Santos alelnök, (2012–), lista                                           |
| Benin · köztársaság                           | Yayi Boni (2006–2016), lista | Lionel Zinsou (2015–2016), lista                                                                      |
| Bissau-Guinea · köztársaság                   | José Mário Vaz (2014–2020), lista | Domingos Simões Pereira (2014–2015) Baciro Djá (2015) Carlos Correia (2015–2016), lista               |
| Botswana · köztársaság                        | Ian Khama (2008–2018), lista | elnök tölti be a kormányfői beosztást is                                                              |
| Burkina Faso · köztársaság                    | Michel Kafando(2014–2015) Roch Marc Christian Kaboré (2015–), lista | Luc Adolphe Tiao (2011–2014), lista                                                                   |
| Burundi · köztársaság                         | Pierre Nkurunziza (2005–2020), lista | elnök tölti be a kormányfői beosztást is                                                              |
| Comore-szigetek · köztársaság                 | Ikililou Dhoinine (2011–2016), lista * Anjouan Anissi Chamsidine (2011–2016), lista * Grande Comore Mouigni Baraka Said Soilihi (2011–2016), lista * Mohéli Mohamed Ali Said (2007–2016), lista | elnök tölti be a kormányfői beosztást is                                                              |
| Csád · köztársaság                            | Idriss Déby (1990–2021), lista | Kalzeubé Pahimi Deubet (2013–2016), lista                                                             |
| Dél-afrikai Köztársaság · köztársaság         | Jacob Zuma (2009–2018), lista | elnök tölti be a kormányfői beosztást is                                                              |
| Dél-Szudán · köztársaság                      | Salva Kiir Mayardit (2011–), lista | elnök tölti be a kormányfői beosztást is                                                              |
| Dzsibuti · köztársaság                        | Ismail Omar Guelleh (1999–), lista | Abdoulkader Kamil Mohamed (2013–), lista                                                              |
| Egyenlítői-Guinea · köztársaság               | Teodoro Obiang Nguema Mbasogo (1979–), lista | Vicente Ehate Tomi (2012–2016), lista                                                                 |
| Egyiptom · köztársaság                        | Abdel Fattah al-Szíszi (2014–), lista | Ibrahím Mahláb (2014–2015) Seríf Iszmaíl (2015–2018), lista                                           |
| Elefántcsontpart · köztársaság                | Alassane Ouattara (2010–), lista | Daniel Kablan Duncan (2012–2017), lista                                                               |
| Eritrea · köztársaság                         | Isaias Afewerki (1991–), lista | elnök tölti be a kormányfői posztot is                                                                |
| Etiópia · köztársaság                         | Mulatu Teshome Wirtu (2013–2018), lista | Haile Mariam Desalegne (2012–2018), lista                                                             |
| Gabon · köztársaság                           | Ali Bongo Ondimba (2009–2023), lista | Daniel Ona Ondo (2014–2016), lista                                                                    |
| Gambia · köztársaság                          | Yahya Jammeh (1994–2017), lista | elnök tölti be a kormányfői posztot is                                                                |
| Ghána · köztársaság                           | John Dramani Mahama (2012–2017), lista | elnök tölti be a kormányfői posztot is                                                                |
| Guinea · köztársaság                          | Alpha Condé (2010–2021), lista | Mohamed Said Fofana (2010–2015) Mamady Youla (2015–2018), lista                                       |
| Kamerun · köztársaság                         | Paul Biya (1982–), lista | Philemon Yang (2009–2019), lista                                                                      |
| Kenya · köztársaság                           | Uhuru Kenyatta (2013–2022), lista | Raile Odinga (2008–2022), lista                                                                       |
| Kongói Köztársaság · köztársaság              | Denis Sassou-Nguesso (1997–), lista | az elnök látja el a miniszterelnöki feladatokat is                                                    |
| Kongói Demokratikus Köztársaság · köztársaság | Joseph Kabila (2001–2019), lista | Augustin Matata Ponyo Mapon (2012–2016), lista                                                        |
| Közép-afrikai Köztársaság · köztársaság       | Catherine Samba-Panza (2014–), lista | Mahamat Kamoun (2014–2016), lista                                                                     |
| Lesotho · alkotmányos monarchia               | III. Letsie király (1996–) | Tom Thabane (2012–2015) Pakalitha Mosisili (2015–2017), lista                                         |
| Libéria · köztársaság                         | Ellen Johnson-Sirleaf (2006–2018), lista | elnök tölti be a kormányfői posztot is                                                                |
| Líbia · köztársaság                           | Muhammad al-Megarif (2012–), lista | Ahmed Matík (2014–), lista                                                                            |
| Madagaszkár · köztársaság                     | Hery Rajaonarimampianina (2014–2018), az Átmeneti Főhatóság elnöke, lista | Roger Kolo (2014–2015) Jean Ravelonarivo (2015–2016), lista                                           |
| Malawi · köztársaság                          | Peter Mutharika (2014–2020), lista | elnök tölti be a kormányfői posztot is                                                                |
| Mali · köztársaság                            | Ibrahim Boubacar Keita (2013–2020), lista | Moussa Mara (2014–2014) Modibo Keita (2015–2017), lista                                               |
| Marokkó · alkotmányos monarchia               | VI. Mohammed király (1999–) · * Nyugat-Szahara · Mohamed Abd el-Azíz (1976–2016) | Abdelila Benkirane (2011–2017), lista · * Nyugat-Szahara · Abd el-Káder Táleb Umar (2003–2018), lista |
| Mauritánia · köztársaság                      | Mohamed Uld Abdel Aziz tábornok (2009–2019), Legfelsőbb Nemzeti Tanács vezetője, lista | Jahja Uld Hademine (2014–2018), lista                                                                 |
| Mauritius · köztársaság                       | Rajkeswur Purryag (2012–2015) Ameenah Gurib-Fakim (2015–2018), lista * Rodrigues Serge Clair (2012–2022), főbiztos                                                                              | Anerood Jugnauth (2014–2017), lista * Rodrigues Jacques Davis Hee Hong Wye (2012–2022), főminiszter   |
| Mozambik · köztársaság                        | Armando Guebuza (2005–2015) Filipe Nyusi (2015–2025), lista | Alberto Vaquina (2012–2015) Carlos Agostinho do Rosário (2015–2022), lista                            |
| Namíbia · köztársaság                         | Hifikepunye Pohamba (2005–2015) Hage Geingob (2015–2024), lista | Hage Geingob (2012–2015) Saara Kuugongelwa-Amadhila (2015–), lista                                    |
| Niger · köztársaság                           | Mahamadou Issoufou (2011–2021), lista | Brigi Rafini (2011–2021), lista                                                                       |
| Nigéria · köztársaság                         | Goodluck Jonathan (2010–2015) Muhammadu Buhari (2015–2023), lista | elnök tölti be a kormányfői posztot is                                                                |
| Ruanda · köztársaság                          | Paul Kagame (2000–), lista | Anastase Murekezi (2014–2017), lista                                                                  |
| São Tomé és Príncipe · köztársaság            | Manuel Pinto da Costa (2011–2016), lista | Patrice Trovoada (2014–2018), lista * Príncipe (régió) José Cassandra (2006–2020), kormányfő          |
| Seychelle-szigetek · köztársaság              | James Michel (2004–2016), lista | elnök tölti be a kormányfői posztot is                                                                |
| Sierra Leone · köztársaság                    | Ernest Bai Koroma (2007–2018), lista | elnök tölti be a kormányfői posztot is                                                                |
| Szenegál · köztársaság                        | Macky Sall (2012–2024), lista | Mohamed Dionne (2014–2019), lista                                                                     |
| Szomália · köztársaság                        | Hasszán Sejk Mohamud (2012–2017), lista · * Szomáliföld · Ahmed Mohamed Silanyo (2010–2017), Szomáliföld elnöke · * Puntföld · Abdiweli Mohamed Ali (2014–2019), Puntföld elnöke                | Omar Abdirasid Ali Sármárke (2014–2017), lista                                                        |
| Szudán · köztársaság                          | Omar el-Basír (1989–2019), lista | elnök tölti be a kormányfői posztot is                                                                |
| Szváziföld · abszolút monarchia               | III. Mswati király (1986–) | Barnabas Sibusiso Dlamini (2008–2018), lista                                                          |
| Tanzánia · köztársaság                        | Jakaya Kikwete (2005–2015) · John Magufuli (2015–), lista · * Zanzibár · Ali Mohamed Shein (2010–2020), elnökök listája                                                                         | Mizengo Pinda (2008–2015) Kassim Majaliwa (2015–), lista                                              |
| Togo · köztársaság                            | Faure Gnassingbé (2005–2025), lista | Kwesi Ahoomey-Zunu (2012–2015) Komi Selom Klassou (2015–2020), lista                                  |
| Tunézia · köztársaság                         | Bedzsi Kaid esz-Szebszi (2015–2019), lista | Mehdi Dzsomaa (2013–2015) Habib Esszid (2015–2016), lista                                             |
| Uganda · köztársaság                          | Yoweri Museveni (1986–), lista | Ruhakana Rugunda (2014–2021), lista                                                                   |
| Zambia · köztársaság                          | Guy Scott (2014–2015), ügyvivő Edgar Lungu (2015–2021), lista | elnök tölti be a kormányfői posztot is                                                                |
| Zimbabwe · köztársaság                        | Robert Mugabe (1987–2017), lista | elnök tölti be a kormányfői posztot is                                                                |
| Zöld-foki Köztársaság · köztársaság           | Jorge Carlos Fonseca (2011–), lista | José Maria Neves (2011–2016), lista                                                                   |

## Dél-Amerika
| Ország                                               | Államfő                                                                      | Kormányfő                                                 |
| ---------------------------------------------------- | ---------------------------------------------------------------------------- | --------------------------------------------------------- |
| Argentína · köztársaság                              | Cristina Fernández de Kirchner (2007–2015) Mauricio Macri (2015–2019), lista | elnök tölti be a kormányfői posztot is                    |
| Bolívia · köztársaság                                | Evo Morales (2006–2019), lista                                               | elnök tölti be a kormányfői posztot is                    |
| Brazília · köztársaság                               | Dilma Rousseff (2011–2016), lista                                            | elnök tölti be a kormányfői posztot is                    |
| Chile · köztársaság                                  | Michelle Bachelet (2013–2018), lista                                         | elnök tölti be a kormányfői posztot is                    |
| Ecuador · köztársaság                                | Rafael Correa Delgado (2007–2017), lista                                     | elnök tölti be a kormányfői posztot is                    |
| Falkland-szigetek · az Egyesült Királyság külbirtoka | Colin Roberts (2014–2017), kormányzó, lista                                  | Keith Padgett (2012–), főminiszter, lista                 |
| Guyana · köztársaság                                 | Donald Ramotar (2011–2015) David Granger (2015–2020), lista                  | Sam Hinds (1999–2015) Moses Nagamootoo (2015–2020), lista |
| Kolumbia · köztársaság                               | Juan Manuel Santos (2010–2018), lista                                        | elnök tölti be a kormányfői posztot is                    |
| Paraguay · köztársaság                               | Horacio Cartes (2013–2018), lista                                            | elnök tölti be a kormányfői posztot is                    |
| Peru · köztársaság                                   | Ollanta Humala (2011–2016), lista                                            | Ana Jara (2014–2015) Pedro Cateriano (2015–2016), lista   |
| Suriname · köztársaság                               | Dési Bouterse (2010–2020), lista                                             | elnök tölti be a kormányfői posztot is                    |
| Uruguay · köztársaság                                | José Mujica (2010–2015) Tabaré Vázquez (2015–2020), lista                    | elnök tölti be a kormányfői posztot is                    |
| Venezuela · köztársaság                              | Nicolás Maduro (2013–), lista                                                | elnök tölti be a kormányfői posztot is                    |

## Észak- és Közép-Amerika
| Ország                                                                  | Államfő | Kormányfő                                                                                                 |
| ----------------------------------------------------------------------- | --- | --- |
| Amerikai Egyesült Államok                                               | Barack Obama (2009–2017), lista · * Puerto Rico az USA társult állama · Garcia Padilla (2013–2017), lista · * Amerikai Virgin-szigetek az USA külbirtoka · Kenneth Mapp kormányzó (2014–), lista                     | elnök tölti be a kormányfői posztot is                                                                    |
| Anguilla · az Egyesült Királyság tengerentúli területe                  | Christina Scott (2013–2021), kormányzó | Hubert Hughes (2010–2015) Victor Banks (2015–2020), lista                                                 |
| Antigua és Barbuda · parlamentáris monarchia                            | II. Erzsébet királynő Antigua és Barbuda királynője (1981–2022) Rodney Williams (2014–), főkormányzó | Gaston Browne (2014–), lista                                                                              |
| Aruba · Hollandia társult állama                                        | Vilmos Sándor király Aruba királya (2013–) Fredis Refunjol (2004–2017), főkormányzó | Mike Eman (2009–2017), lista                                                                              |
| Bahama-szigetek · parlamentáris monarchia                               | II. Erzsébet királynő a Bahama-szigetek királynője (1973–2022) Dáma Marguerite Pindling (2014–2019), főkormányzó | Perry Christie (2012–2017), lista                                                                         |
| Barbados · parlamentáris monarchia                                      | II. Erzsébet királynő Barbados királynője (1966–2021) Elliot Belgrave ügyvivő, (2011–2017), főkormányzó | Freundel Stuart (2010–2018), lista                                                                        |
| Belize · parlamentáris monarchia                                        | II. Erzsébet királynő Belize királynője (1981–2022) Colville Young (1993–2021), főkormányzó | Dean Barrow (2008–2020), lista                                                                            |
| Bermuda · Nagy-Britannia külbirtoka                                     | II. Erzsébet királynő Bermuda királynője (1968–2022) George Fergusson (2012–2016), lista | Michael Dunkley (2014–), lista                                                                            |
| Bonaire · Hollandia különleges községe                                  | Vilmos Sándor király Bonaire királya (2013–), Edison Rijna (2014–2023), adminisztrátor | |
| Brit Virgin-szigetek · az Egyesült Királyság tengerentúli területe      | William Boyd McCleary (2010–2017), főkormányzó | Orlando Smith (2011–2019), lista                                                                          |
| Costa Rica · köztársaság                                                | Luis Guillermo Solís (2014–2018), lista | elnök tölti be a kormányfői posztot is                                                                    |
| Curaçao · Hollandia társult állama                                      | Vilmos Sándor király Curaçao királya (2013–) Lucille George-Wout (2013–), főkormányzó | Ivar Asjes (2013–2015) Bernard Whiteman (2015–2016), lista                                                |
| Dominikai Közösség · köztársaság                                        | Charles Savarin (2013–2023), lista | Roosevelt Skerrit (2004–), lista                                                                          |
| Dominikai Köztársaság · köztársaság                                     | Danilo Medina (2012–2020), lista | elnök tölti be a kormányfői posztot is                                                                    |
| Salvador · köztársaság                                                  | Salvador Sánchez Cerén (2014–2019), lista | elnök tölti be a kormányfői posztot is                                                                    |
| Grenada · parlamentáris monarchia                                       | II. Erzsébet királynő Grenada királynője (1974–2022) Cécile La Grenade (2013–), főkormányzó | Keith Mitchell (2013–2022), lista                                                                         |
| Guatemala · köztársaság                                                 | Otto Pérez Molina (2012–2015) Alejandro Maldonado Aguirre (2015–2016), lista | elnök tölti be a kormányfői posztot is                                                                    |
| Haiti · köztársaság                                                     | Michel Martelly (2011–2016), lista | Laurent Lamothe (2012–2015) Evans Paul (2015–2016), lista                                                 |
| Honduras · köztársaság                                                  | Juan Orlando Hernández (2014–), lista | elnök tölti be a kormányfői posztot is                                                                    |
| Jamaica · parlamentáris monarchia                                       | II. Erzsébet királynő Jamaica királynője (1962–2022) Patrick Allen (2009–), főkormányzó | Portia Simpson Miller (2012–2016), lista                                                                  |
| Kajmán-szigetek · Nagy-Britannia külbirtoka                             | II. Erzsébet királynő a Kajmán-szigetek királynője (1962–2022) Helen Kilpatrick (2013–2018), lista | Alden McLaughlin (2013–2021), lista                                                                       |
| Kanada · parlamentáris monarchia                                        | II. Erzsébet királynő Kanada királynője (1952–2022) David Johnston (2010–2017), főkormányzó | Stephen McNeil (2013–2015) Justin Trudeau (2015–2025), lista                                              |
| Kuba · népköztársaság                                                   | Raúl Castro (2008–2018), lista | Raúl Castro (2008–2018), lista                                                                            |
| Mexikó · köztársaság                                                    | Enrique Peña Nieto (2012–2018), lista | elnök tölti be a kormányfői posztot is                                                                    |
| Montserrat · az Egyesült Királyság tengerentúli területe                | Adrian Davis (2011–2015) Elizabeth Carriere (2015–2018), kormányzó | Donaldson Romeo (2014–2019), lista                                                                        |
| Nicaragua · köztársaság                                                 | Daniel Ortega (2007–), lista | elnök tölti be a kormányfői posztot is                                                                    |
| Panama · köztársaság                                                    | Juan Carlos Varela (2014–2019), lista | elnök tölti be a kormányfői posztot is                                                                    |
| Saint-Barthélemy · Franciaország külbirtoka                             | Philippe Chopin (2011–2018), prefektus | Bruno Magras (2007–2022), Saint Barthélemy területi tanácsának elnöke                                     |
| Saint Kitts és Nevis · parlamentáris monarchia                          | II. Erzsébet királynő Szent Kitts és Nevis királynője (1983–2022) Sir Edmund Lawrence (2013–2015) Sir Samuel Weymouth Tapley Seaton (2015–2023), főkormányzó * Nevis Eustace John (1994–2017), főkormányzó-helyettes | Denzil Douglas (1995–2015) Timothy Harris (2015–2022), lista * Nevis Vance Amory (2013–2017), főminiszter |
| Saint Lucia · parlamentáris monarchia                                   | II. Erzsébet királynő Szent Lucia királynője (1979–2022) Dáma Pearlette Louisy (1997–2017), főkormányzó | Kenny Anthony (2011–2016), lista                                                                          |
| Saint-Martin · Franciaország külbirtoka                                 | Philippe Chopin (2011–2018), prefektus | Aline Hanson (2013–2017), Saint-Martin területi tanácsának elnöke                                         |
| Saint-Pierre és Miquelon Franciaország külbirtoka                       | Patrice Latron (2011–2018), prefektus | Stéphane Artano (2006–2017), Saint Pierre és Miquelon területi tanácsának elnöke                          |
| Saint Vincent és a Grenadine-szigetek · parlamentáris monarchia         | II. Erzsébet királynő Saint Vincent királynője (1979–2022) Sir Frederick Ballantyne (2002–2019), főkormányzó | Ralph Gonsalves (2001–), lista                                                                            |
| Sint Maarten · Hollandia társult állama                                 | Vilmos Sándor király Sint Maarten királya (2013–) Eugene Holiday (2010–2022), főkormányzó | Marcel Gumbs (2014–2015) William Marlin (2015–2017), lista                                                |
| Trinidad és Tobago · köztársaság                                        | Anthony Carmona (2013–2018), lista * Tobago (autonóm sziget) Orville London (2001–2017), Tobago Közgyűlése elnöke | Kamla Persad-Bissessar (2010–2015) Keith Rowley (2015–2025), lista                                        |
| Turks- és Caicos-szigetek · az Egyesült Királyság tengerentúli területe | Peter Buckingham (2013–2016), kormányzó | Rufus Ewing (2012–2016), lista                                                                            |

## Ázsia
| Ország                                       | Államfő | Kormányfő |
| -------------------------------------------- | --- | --- |
| Afganisztán · köztársaság                    | Asraf Gáni (2014–2021), lista | Ábdulláh Ábdulláh (2014–2021), lista |
| Bahrein · alkotmányos monarchia              | Hamad király (1999–) | Halífa ibn Szalmán Ál Halífa (1970–2020), lista                                                                                          |
| Banglades · köztársaság                      | Abdul Hamid (2013–2023), lista | Haszina Vazed (2009–), lista |
| Bhután · abszolút monarchia                  | Dzsigme Keszar Namgyel Vangcsuk király (2006–) | Dzsigme Thinley (2008–2018), lista |
| Brunei · abszolút monarchia                  | Hassanal Bolkiah szultán (1967–) | a szultán tölti be a kormányfői posztot is                                                                                               |
| Dél-Korea · köztársaság                      | Pak Kunhje (2013–2016), lista | Csong Hongvon (2013–2015) I Vangu (2015) Huang Kjoan (2015—2016), lista                                                                  |
| Egyesült Arab Emírségek · abszolút monarchia | Halífa bin Zájed Ál Nahaján (2004–2022), lista * Abu-Dzabi Halífa bin Zájed Ál Nahaján (2004–2022) * Adzsmán Humajd ibn Rásid an-Nuajmi (1981–) * Dubaj Muhammad ibn Rásid Ál Maktúm (2006–) * Fudzsejra Hamad ibn Muhammad as-Sarki (1974–) * Rász el-Haima Szaúd ibn Szakr al-Kászimi (2010–) * Sardzsa Szultán ibn Muhammad al-Kászimi (1972–) * Umm al-Kajvajn Szaúd ibn Rásid al-Mualla (2009–) | Mohammed ibn Rásid Ál Maktúm (2006–), lista                                                                                              |
| Észak-Korea · népköztársaság                 | Kim Dzsongun (2011–), pártfőtitkár, országvezető Kim Jongnam (1998–2019), Legfelső Népi Gyűlés elnöke | Pak Pongdzsu (2013–2019), lista |
| Fülöp-szigetek · köztársaság                 | Benigno Aquino III (2010–2016), lista * Mindanao Mujiv Hataman (2011–), kormányzó | elnök tölti be a kormányfői posztot is                                                                                                   |
| India · köztársaság                          | Pratibha Patil (2007–), lista | Narendra Modi (2014–), lista |
| Indonézia · köztársaság                      | Joko Widodo (2014–2024), lista | elnök tölti be a kormányfői posztot is                                                                                                   |
| Irak · köztársaság                           | Fuád Mászúm (2014–2018), lista * Kurdisztán Meszúd Bárzáni (2005–2017) | Hájder ál-Ábádi (2014–), lista * Kurdisztán Necsirván Bárzáni (2012–2019)                                                                |
| Irán · köztársaság                           | Ali Hámenei (1989–), legfelsőbb vallási-szellemi vezető Hasszán Rohani (2013–2021), elnök | elnök tölti be a kormányfői posztot is                                                                                                   |
| Izrael · köztársaság                         | Reuvén Rivlin (2014–2021), lista | Benjámín Netanjáhú (2009–2021), lista |
| Japán · parlamentáris monarchia              | Akihito császár (1989–2019) | Abe Sinzó (2012–2020), lista |
| Jemen · köztársaság                          | Abd Rabbuh Manszúr al-Hádi (2012–2015) Muhammad Ali al-Húthi (2015–2016), Forradalmi Bizottság elnöke, lista | Háled Báháh (2014–2015), lista |
| Jordánia · alkotmányos monarchia             | II. Abdullah király (1999–) | Abdullah Enszúr (2012–2016), lista |
| Kambodzsa · parlamentáris monarchia          | Norodom Szihamoní király (2004–) | Hun Szen (1985–2023), lista |
| Katar · abszolút monarchia                   | Tamím ibn Hamad Ál Száni emír (2013–) | Abdullah ibn Naszer ibn Kalífa Ál Száni (2013–2020), lista                                                                               |
| Kazahsztán · köztársaság                     | Nurszultan Nazarbajev (1990–2019), lista | Karim Maszimov (2014–2016), lista |
| Kelet-Timor · köztársaság                    | Taur Matan Ruak (2012–2017), lista | Xanana Gusmão (2007–2015) Rui Maria de Araújo (2015–2017), lista                                                                         |
| Kína · népköztársaság                        | Hszi Csin-ping pártfőtitkár (2012–) Hszi Csin-ping (2013–), államelnök | Li Ko-csiang (2013–2023), lista · * Hongkong · Long Can-jing (2012–2017), főminiszter · * Makaó · Fernando Chui (2009–2019), főminiszter |
| Kirgizisztán · köztársaság                   | Almazbek Atambajev (2011–2017), lista | Dzsoomart Otorbajev (2014–2015) Temir Szarijev (2015–2016), lista                                                                        |
| Kuvait · alkotmányos monarchia               | IV. Szabáh emír (2006–2020) | Dzsábir Mubárak al-Hamad asz-Szabáh (2011–2019), lista                                                                                   |
| Laosz · népköztársaság                       | Csummali Szajaszon (2006–2016), elnök Csummali Szajaszon (2006–2016), pártfőtitkár | Thongszing Thammavong (2010–2016), lista                                                                                                 |
| Libanon · köztársaság                        | Tammam Szalam (2014–2016), ügyvivő, lista | Tammam Szalam (2014–2016), lista |
| Malajzia · parlamentáris monarchia           | Abdul Halim szultán (2011–2016) | Najib Razak (2009–2018), lista |
| Maldív-szigetek · köztársaság                | Abdulla Yameen (2013–2018), lista | elnök tölti be a kormányfői posztot is                                                                                                   |
| Mianmar · köztársaság                        | Thein Szein (2011–2016), lista | elnök tölti be a kormányfői posztot is                                                                                                   |
| Mongólia · köztársaság                       | Cakiágín Elbegdordzs (2009–2017), lista | Csimed Szaikhanbileg (2014–2016), lista                                                                                                  |
| Nepál · köztársaság                          | Ram Baran Yadav (2008–2015) Bidhya Devi Bhandari (2015–2023), elnök | Szusil Koirala (2014–2015) K.P. Sarma Oli (2015–2016), lista                                                                             |
| Omán · abszolút monarchia                    | Kábúsz ibn Szaíd ománi szultán (1970–2020) | a szultán tölti be a miniszterelnöki posztot is                                                                                          |
| Pakisztán · köztársaság                      | Mamnún Huszain (2013–2018), lista | Naváz Saríf (2013–2017), lista |
| Palesztina · köztársaság                     | Mahmúd Abbász (2005–), lista | Rámi Hamd Alláh (2013–2019), lista |
| Srí Lanka · köztársaság                      | Mahinda Rajapaksa (2005–2015) Maithripala Sirisena (2015–), lista | D. M. Jayaratne (2010–2015) Ranil Wickremesinghe (2015–2018), lista                                                                      |
| Szaúd-Arábia · abszolút monarchia            | Abdullah király (2005–2015) Szalman király (2015–) | a király egyben a kormányfő is |
| Szingapúr · köztársaság                      | Tony Tan (2011–2017), lista | Li Hszien Lung (2004–2024), lista |
| Szíria · köztársaság                         | Bassár el-Aszad (2000–2024), lista | Wael al-Halki (2012–2016), lista |
| Tajvan · köztársaság                         | Ma Jing-csiu (2008–2016), lista | Mao Csi-kuo (2014–2016), lista |
| Tádzsikisztán · köztársaság                  | Emomali Rahmon (1992–), lista | Kokhir Raszulzoda (2013–), lista * Hegyi-Badahsán autonóm terület Sodikhon Dzsamsedov, (2013–2018), kormányzó                            |
| Thaiföld · parlamentáris monarchia           | Bhumibol Aduljadezs király (1946–2016) | Prajuth Csan-ocsa, a Béke és Rendfenntartó Bizottság elnöke (2014–2023), lista                                                           |
| Törökország · köztársaság                    | Recep Tayyip Erdoğan (2014–), lista | Ahmet Davutoğlu (2014–2016), lista |
| Türkmenisztán · köztársaság                  | Gurbanguly Berdimuhamedow (2006–2022), lista | elnök tölti be a kormányfői beosztást is                                                                                                 |
| Üzbegisztán · köztársaság                    | Islom Karimov (1991–2016), lista * Karakalpaksztán Musa Yerniyazov (2002–), elnök | Shavkat Mirziyoyev (2003–2016), lista * Karakalpaksztán Bahodir Jangibojev (2006–2016), miniszterelnök                                   |
| Vietnám · népköztársaság                     | Nguyen Phu Trong (2011–2024), pártfőtitkár Trương Tấn Sang (2011–2016), államfő | Nguyen Tan Dung (2006–2016), lista |

## Óceánia
| Ország                                            | Államfő | Kormányfő |
| ------------------------------------------------- | --- | --- |
| Amerikai Szamoa · az USA külbirtoka               | Lolo Matalasi Moliga (2013–2021), kormányzó | kormányzó tölti be a kormányfői posztot is |
| Ausztrália · parlamentáris monarchia              | II. Erzsébet Ausztrália királynője (1952–2022) · Peter Cosgrove (2014–2019), főkormányzó · * Karácsony-sziget Ausztrália külterülete · Barry Haase (2014–), adminisztrátor · * Kókusz (Keeling)-szigetek Ausztrália külterülete · Barry Haase (2014–), adminisztrátor · * Norfolk-sziget Ausztrália külbirtoka · Owen Walsh (2007–), adminisztrátor                                          | Tony Abbott (2013–2015) · Malcolm Turnbull (2015–2018), lista · * Norfolk-sziget Ausztrália külbirtoka · Lisle Snell (2013–), főminiszter |
| Északi-Mariana-szigetek · Az USA társult állama   | Barack Obama elnök Eloy S. Inos (2013–2015) Ralph Torres (2015–2023), kormányzó | kormányzó tölti be a kormányfői posztot is |
| Fidzsi-szigetek · köztársaság                     | Ratu Epeli Nailatikau (2009–2015) Jioji Konrote (2015–2021), lista | Voreqe Bainimarama (2014–2022), lista |
| Francia Polinézia · Franciaország külterülete     | Lionel Beffre (2013–2016), főbiztos | Édouard Fritch (2014–2023), lista |
| Guam · az USA külbirtoka                          | Eddie Calvo (2011–2023), kormányzó | |
| Kiribati · köztársaság                            | Anote Tong (2003–2016), lista | elnök tölti be a kormányfői posztot is |
| Marshall-szigetek · köztársaság                   | Christopher Loeak (2012–2016), lista | elnök tölti be a kormányfői posztot is |
| Mikronézia · köztársaság                          | Manny Mori (2007–2015) Peter M. Christian (2015–2019), lista | elnök tölti be a kormányfői posztot is |
| Nauru · köztársaság                               | Baron Waqa (2013–2019), lista | elnök tölti be a kormányfői posztot is |
| Palau · köztársaság                               | Tommy Remengesau (2013–), lista | |
| Pápua Új-Guinea · parlamentáris monarchia         | II. Erzsébet Pápua Új-Guinea királynője (1975–2022) Michael Ogio (2010–2017), főkormányzó, lista * Bougainville autonóm terület John Momis (2010–2020), lista | Peter O'Neill (2011–2019), lista |
| Pitcairn-szigetek · Egyesült Királyság külbirtoka | II. Erzsébet a Pitcairn-szigetek királynője (1952–2022) Jonathan Sinclair (2014–2017), kormányzó | Mike Warren (2007–), polgármester |
| Salamon-szigetek · parlamentáris monarchia        | II. Erzsébet a Salamon-szigetek királynője (1978–2022) Frank Kabui (2009–2019), főkormányzó | Manasseh Sogavare (2014–2017), lista |
| Szamoa · parlamentáris monarchia                  | Tufuga Efi (2007–2017), király | Tuilaepa Aiono Sailele Malielegaoi (1998–2021), lista |
| Tonga · alkotmányos monarchia                     | VI. Tupou király (2012–) | ’Akilisi Pohiva (2014–2019), lista |
| Tuvalu · parlamentáris monarchia                  | II. Erzsébet Tuvalu királynője (1978–2022) Iakoba Italeli (2010–2019), főkormányzó | Enele Sopoaga (2013–2019), lista |
| Új-Kaledónia · Franciaország külterülete          | Vincent Bouvier (2014–2016), főbiztos | Cynthia Ligeard (2014–2015) Philippe Germain (2015–2019), lista |
| Új-Zéland · parlamentáris monarchia               | II. Erzsébet Új-Zéland királynője (1952–2022) · Jerry Mateparae altábornagy (2011–2016), főkormányzó · * Cook-szigetek Új-Zéland társult állama · Tom Marsters (2013–2024) a királynő képviselője · * Niue Új-Zéland társult állama · Jerry Mateparae (2011–2018), főbiztos · * Tokelau-szigetek Új-Zéland területe · Jonathan Kings (2011–2015) · Linda Te Puni (2015–2016), adminisztrátor | John Key (2008–2016), lista · * Cook-szigetek Új-Zéland autonóm területe · Henry Puna (2010–2020), lista · * Niue Új-Zéland társult állama · Toke Talagi (2008–2020), miniszterelnök · * Tokelau-szigetek Új-Zéland területe · Kuresa Nasau (2014–2015) · Siopili Perez (2015–2016), lista |
| Vanuatu · köztársaság                             | Baldwin Lonsdale (2014–2017), lista | Joe Natuman (2014–2015) Sato Kilman (2015–2016), lista |
| Wallis és Futuna Franciaország külterülete        | Michel Aubouin (2013–2017), főadminisztrátor | Siliako Lauhea (2010–2017), a Közgyűlés elnöke |

## Lásd még
- Kortárs uralkodók listája